# Shōwa-Studiengruppe
Die Shōwa-Studiengruppe (japanisch 昭和研究会, Shōwa kenkyūkai), gegründet 1933, befasste sich mit Verfassungsfragen, propagierte nach 1937 auch eine expansive Ostasienpolitik, bis sie sich 1940 auflöste.

## Die Studiengruppe
Die Shōwa-Studiengruppe wurde von dem politisch engagierten Gotō Ryūnosuke im Oktober 1933 gegründet. Der Verein begann als informelle Organisation, wobei es Gotōs ursprüngliche Absicht war, Japans Verfassungspolitik neu zu bewerten. Sein enger Freund und hochrangiger Politiker Konoe Fumimaro hoffte, dass die Gruppe Ideen für innovative nationale Politik liefern würde. Gotō bat Rōyama Masamichi (蝋山 政道; 1895–1980), einen Politikwissenschaftler der Universität Tokio, zunächst den Verein zu leiten. Die Mitgliedschaft wurde absichtlich vielfältig gestaltet, um eine einseitig ausgeprägte ideologische Tendenz zu vermeiden. Der Verein umfasste Wissenschaftler, Journalisten, sozialistische Politiker, Banker und Vertreter der halboffiziellen Föderation der Jugendgruppen von Japan (大日本連合青年団, Dai-Nippon rengo seinen-dan), in der Gotō ebenfalls mitwirkte. Die Presse bezeichnete die Studiengruppe als Konoes „Brain Trust“.
Der Japanisch-Chinesische Krieg von 1937 bis 1945, der kurz nach Konoes Ernennung zum Premierminister im Jahr 1937 ausbrach, bestimmte nun die Arbeit des Vereins, der sich immer weniger auf eine Linie einigen konnte. In der Überzeugung, dass Japan der Führer Asiens werden sollte, erwartete und beeinflusste die Gruppe Konoes Erklärung einer „Neuen Ordnung in Ostasien“ (東亜新秩序, Tōa shin-chitsujo) im November 1938. Einige Mitglieder wurden entschiedene Vertreter einer „Ostasiatischen Genossenschaft“ (東亜共同体, Tōa Kyōdōtai). Sie hielten die liberale Demokratie für veraltet und argumentierten, dass eine neue „nationale Organisation“ ausgewiesener Fachleute den Landtag ersetzen sollte, und sie stellten sich eine politische Union von Japan mit China vor. Andere Studiengruppen bereiteten sich auf eine staatlich geplante Wirtschaft und die wirtschaftliche Integration von Japan mit Asien vor. Diese Pläne gipfelten in der „Bewegung für eine neue Ordnung“ (新体制運動, Shin taisei undō), die Konoe 1940 initiierte. Als klar wurde, dass solche radikalen Vorschläge keinen Erfolg haben würden, löste sich der Verein im November 1940 auf.